# Kralj Artur
Kralj Artur je bil izmišljen britanski kralj in pomemben lik v britanski bajeslovni zgodovini. Morda je bil navdih za legendo resnična oseba, vendar je vsako zgodovinsko dejstvo pogreznjeno v kasnejše izmišljene pripovedke o Arturju. V njih se pojavlja kot ideal kraljevanja v vojni in miru; celo v sedanjosti je bil uvrščen med 100 najpomembnejših Britancev vseh časov.

## Zgodovinskost
Velški kronist, galski puščavnik Nenij, je v svojem delu Historia Britonum (okoli leta 800) omenil Arturja kot vodjo keltskih Britov v 12 bitkah proti Anglosasom. Ta pohod naj bi se končal z Arturjevo zmago v bitki pri Badonu (Mons Badonicus) leta 516.
Najstarejši prepis dela Historia Britonum (Zgodovina Britov) je iz okoli leta 1000 in ni dovolj verodostojen. Nenij piše, da se je v Britaniji v prvi polovici 6. stoletja po odhodu Rimljanov živelo mirno in brez vojn.
Na splošno so viri zgodovinskih podatkov o Arturju nejasni, vendar se vsi strinjajo, da je ob koncu 5. stoletja na ozemlju današnjega Walesa in Anglije, v tedanjem britskem kraljestvu Powys, živel vojaški vodja, ki je združil britska kraljestva v boju proti prihajajočim Anglom in Sasom (vsi viri govorijo, da Artur ni bil kralj, ampak "Dux bellorum" – vojaški vodja). Artur verjetno ni bilo njegovo pravo ime, ampak psevdonim, ki je simboliziral združevanje Britov, ki so obdržali stare keltske običaje, in tistih Britov, ki so se v času vladavine Rimljanov romanizirali in sprejeli krščanstvo. Ti dve skupini sta bili namreč v sporu v obdobju začetka vdorov Anglov in Sasov in jih je bilo treba združiti. Artur naj bi prevzel ta psevdonim, skovan iz britske in latinske besede za medveda –  Arturjev simbol – arth in ursus – iz česar je nastalo ime Arthursus – tj. Arthur oziroma Artur.
Po 12 sijajnih zmagah proti osvajalcem je Artur morda postal žrtev istih sporov med kraljestvi, zaradi katerih je prišel na položaj voditelja – bitka pri Camlannu, v kateri je umrl, je bila menda bitka dveh britskih kraljestev (v kroniki Annales Cambriae, ki je nastala konec 10. stoletja). Ne dolgo po njegovi smrti so Angli in Sasi nadaljevali osvajanje Britanskega otoka in samo 50 let po njegovi smrti zadnje Brite potisnili v oddaljene hribe Walesa in Cornwalla, kjer so se stari keltski običaji ohranili do današnjih dni .
Leta 1191 so v kraju Glastonbury menda našli posmrtne ostanke kralja Arturja in kraljice Guinevre. Kosti so bile kasneje prenesene v mestno cerkev, a je bil grob uničen v angleški reformaciji, kosti pa so izginile. Kasneje so odkrili, da je bila to propagandna poteza tedanjih lokalnih oblasti, ki so želele pritegniti romarje. Pravi Arturjev grob ni bil nikoli odkrit, čeprav je bil po legendi prenesen na otok Avalon, kjer naj bi se njegove smrtne rane zacelile.

## Legenda o Arturju
Ne glede na zgodovinska dejstva, ki govorijo o resničnem obstoju britskega vodje v 5. stoletju, se deli mita o Arturju pojavijo šele s prihodom viteštva v srednjem veku. Pisne dele namreč najdemo šele konec 11. stoletja kot odgovor na duhovna iskanja ljudi, ki so živeli v tedanji Evropi.
Legenda o kralju Arturju je bila prvič zapisana v delu Historia Regum Britanniae (Zgodovina britanskih kraljev) okoli leta 1139. Artur se omenja tudi v delih Bruta okoli leta 1200, Layamona, potem v  Le Morte d'Arthur Thomasa Maloryja (15. stoletje), a najbolj znan biograf kralja Arturja je Geoffrey Monmouthski (Zgodovina britanskih kraljev). Omenjajo se tudi dela Roberta de Borona: Joseph d'Arimathe (Jožef iz Arimateje), Merlin in Perceval (Parsifal).
Liki v legendah o kralju Arturju niso vedno v enakih odnosih, ampak so različno povezani v raznih verzijah zgodbe. Artur je sin kralja Utherja Pendragona in kraljice Igraine. Njegova žena je Guinevra. Lancelot je Arturjev najboljši prijatelj in najzvestejši vitez. Ljubezenska zveza Lancelota in Guinevre označuje tudi začetek Arturjevega konca. Merlin je moder človek in čarovnik. Morgana (Morgan le Fay) je Arturjeva sestra, ki mu je razkrila ljubezensko zvezo Lancelota in Guinevre. V drugih verzijah je vila ali simbol sreče, včasih tudi negativen lik, ki želi vladati namesto Arturja. Tu so še vitezi Perceval, Galahad in Gavain, ki se omenjajo kot idealni vitezi, vdani Arturju.
Njegov meč ekskalibur in zgodba o meču v kamnu sta splošno znana. Artur je kot mladenič izpulil meč iz kamna. Legenda pravi, da je tisti, ki bo izvlekel meč, sin Utherja Pendragona, in Artur postane kralj. Okrogla miza, za katero sedijo Arturjevi vitezi okrogle mize in dvorec Camelot so prav tako sestavni del v zgodbah o kralju Arturju. Posebej je treba omeniti iskanje svetega grala. Gral, mistični predmet, lahko najde samo vitez čistega srca. S tem so v srednjem veku razlagali, kakšne lastnosti mora imeti idealen vitez.
V nekaterih različicah Artur umre v boju proti svojemu nečaku Mordredu, ki je začel upor proti Arturju. V kasnejših verzijah je Mordred sin incestne zveze Arturja in njegove sestre Morgane. Artur naj bi bil ubit v bitki pri Camlannu leta 537. Po bitki so ga odpeljali na otok Avalon, kjer naj bi sem mu zacelile rane. Zgodba pravi, da se bo nekega dne vrnil in ponovno zavladal.